# Gorechtpark

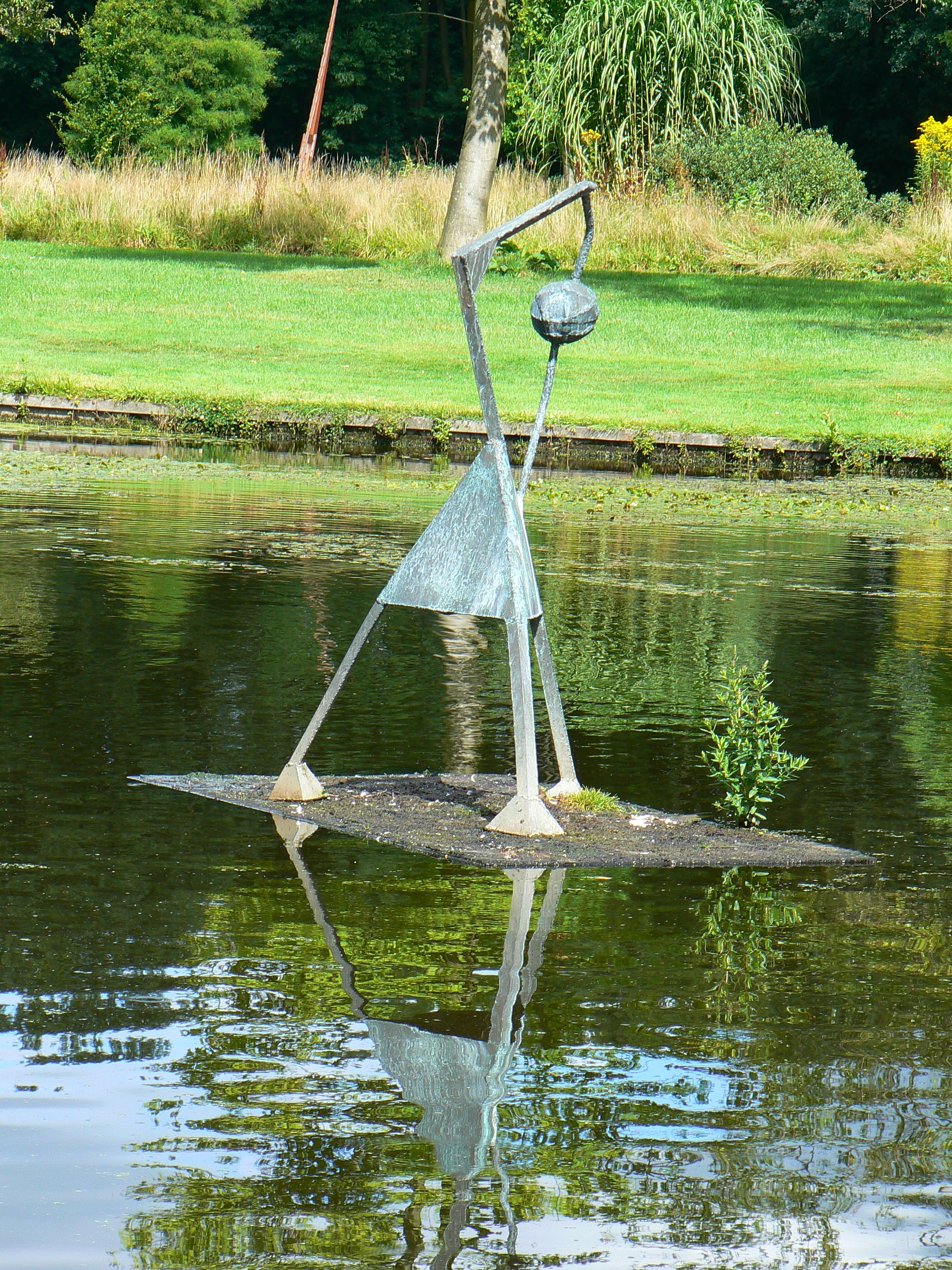
Stormvogel (1987)

Het Gorechtpark is een park in de Nederlandse gemeente Midden-Groningen. 
Het park is vijftig hectare groot en werd in de jaren zestig van de twintigste eeuw aangelegd. In het park ligt een hertenkamp en een kinderboerderij. De Gorechtvijver, een van de vijvers in het park, wordt 's winters gebruikt als ijsbaan. Aan de westkant staat een clubgebouw van een scoutinggroep.
In 2006/2007 werden delen van het park in opdracht van de gemeente heringericht en werd de mogelijkheid voor outdooractiviteiten uitgebreid. Een deel van het hertenkamp werd omgebouwd tot een Natuur en Milieu Educatiecentrum (NME) met een natuurtuin, waar onder meer scholieren kunnen leren omgaan met de natuur.

## Kunst in het park
Het oudste kunstwerk in het park is van Willem Valk. Hij maakte in 1958 een sculptuur van een Drents heideschaap voor een lagere school in Hoogezand. Na enige omzwervingen werd het beeld in 2008 bij Natuurhuis 't Gooregt geplaatst.
In een van de vijvers van het park staat de Stormvogel (1987) van Egbert Hanning. Kunstenaar Chris Verbeek maakte in samenwerking met scholieren uit de gemeente een zonnewijzer (1994), die naast de paddenpoel (voormalige rozentuin) te vinden is.